# 3298 км Шагаловский
3298 км Шагаловский — упразднённый населённый пункт в Коченёвском районе Новосибирской области России. Входил в Шагаловский сельсовет. Исключен из учётных данных в 2025 году.

## Топоним
До 2017 года официальное название — Остановочная Платформа 3298 км Шагаловский, позже изменено, как и у других НП, областным законом (исключены слова «остановочная платформа»).

## Население
| 2002 | 2007 | 2010 |
| ---- | ---- | ---- |
| 0    | →0   | →0   |

## Инфраструктура
В населённом пункте по данным на 2007 год отсутствует социальная инфраструктура.
Множество СНТ и дач. Есть магазин, пляж, правление СНТ.

## Транспорт
Действует остановочная платформа Шагаловский на железнодорожной линии Тарская — Обь.